# Natalja Kajoekova
Natalja Kajoekova (Russisch: Наталья Каюкова) (10 december 1966) is een voormalige Russische hink-stap-springster. Haar persoonlijke beste sprong was 14,51 m, behaald in mei 1999 in Vladivostok. 

## Loopbaan
Kajoeka werd vierde bij de Europese indoorkampioenschappen in 1996 en twaalfde bij de wereldindoorkampioenschappen in 1997. Ze nam ook deel aan de Olympische Spelen van 1996 in Atlanta, maar zag geen kans om door te dringen tot de finale.

## Titels
- Russisch kampioene hink-stap-springen - 1992
- Russisch kampioene verspringen - 1992
- Sovjet-Russisch indoorkampioene hink-stap-springen - 1992
- Russisch indoorkampioene hink-stap-springen - 1996, 1997

## Persoonlijke records
Outdoor
| Onderdeel          | Prestatie | Datum       | Plaats      |
| ------------------ | --------- | ----------- | ----------- |
| hink-stap-springen | 14,51 m   | 29 mei 1999 | Vladivostok |

Indoor
| Onderdeel          | Prestatie | Datum            | Plaats |
| ------------------ | --------- | ---------------- | ------ |
| hink-stap-springen | 14,22 m   | 18 februari 1997 | Moskou |
| verspringen        | 6,32 m    | 19 januari 2001  | Moskou |

## Palmares

### hink-stap-springen
- 1992:  Sovjet-Russische indoorkamp. – 13,76 m
- 1992:  Russische kamp. – 14,14 m
- 1996:  Russische indoorkamp. – 14,10 m
- 1996: 4e EK indoor – 14,22 m
- 1996: 8e in kwal. OS – 13,54 m
- 1997:  Russische indoorkamp. – 14,04 m
- 1997: 12e WK indoor – 13,58 m
- 1997: 10e in kwal. WK – 14,06 m

### verspringen
- 1992:  Russische kamp. – 6,57 m